# Ponceau 4R
Ponceau 4R er et syntetisk  rødt farvestof  af azotypen med E-nummer E 124.  Det kan fremkalde allergi-lignende symptomer hos særligt følsomme i form af høfeber, nældefeber eller astma. 

## Eksterne kilder og henvisninger
- E124 Ponceau 4R (Cochenillerød A) Arkiveret 29. oktober 2012 hos  Wayback Machine på e-numre.dk